# Zähringer (Mondkrater)
Zähringer ist ein kleiner Einschlagkrater nahe dem südöstlichen Rand des Mare Tranquillitatis. Im Nordosten liegt der von Lava überflutete Krater Lawrence und in südöstlicher Richtung das Secchi-Gebirge mit dem namengebenden Krater Secchi. Weiter im Osten befindet sich der große Krater Taruntius.
Zähringer hat eine kreisrunde, schüsselartige Form und enthält im Zentrum der abfallenden Innenwände einen kleinen Kraterboden. Erosionsspuren durch nachfolgende Einschläge sind nicht vorhanden.
Bevor er im Jahre 1976 durch die Internationale Astronomische Union (IAU) nach dem Physiker Josef Zähringer benannt wurde, wurde er als 'Taruntius E' bezeichnet.